# Bombardeio de Sarajevo na Segunda Guerra Mundial

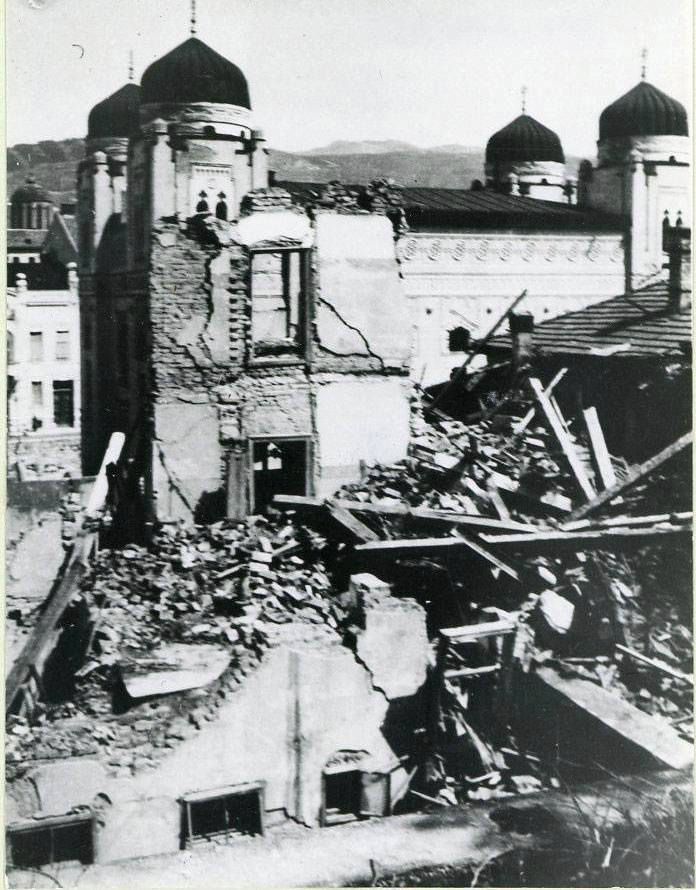
Casas danificadas perto da sinagoga em Sarajevo (abril de 1941)

O Bombardeio de Sarajevo na Segunda Guerra Mundial ocorreu primeiro em abril de 1941 , depois foi seguido por uma série de bombardeios aliados entre novembro de 1943 e o final de 1944.  Entre 1943 e 1944, um total de 1.013 toneladas de bombas foram lançadas em Sarajevo. Mais de 170 bombardeiros americanos e mais de 150 britânicos participaram dessas missões. 

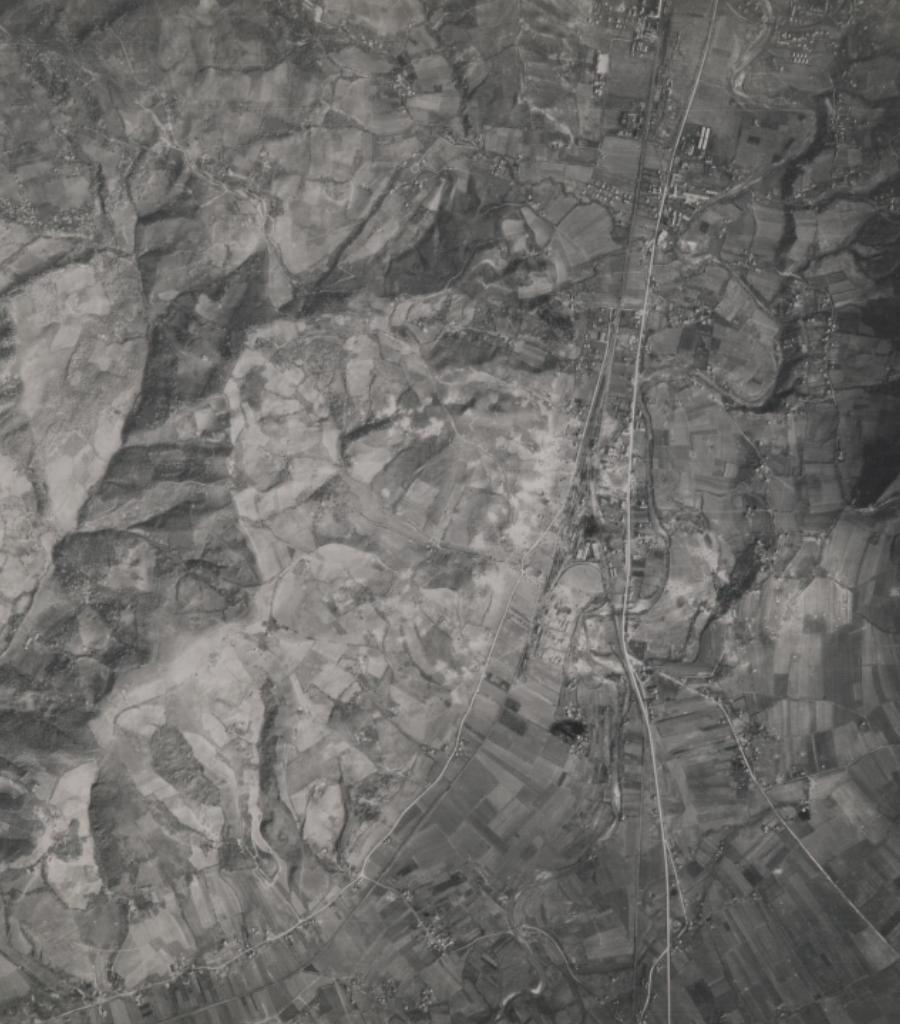
Foto aérea de Sarajevo durante uma missão de bombardeio aliada (novembro de 1944)

## Linha do tempo
- 6 a 7 de abril de 1941 – Primeiro bombardeio de Sarajevo. Aeroporto danificado. Parte da campanha de bombardeios do Eixo na Iugoslávia .
- 12 a 13 de abril de 1941 – Segundo bombardeio de Sarajevo. Tribunal, correios e muitos outros locais danificados. 90 vidas perdidas. [3]
- 14 a 29 de novembro de 1943 - A primeira missão de bombardeio dos Aliados em Sarajevo ocorreu primeiro em 14 de novembro e depois em 25 de novembro. Última missão em 29 de novembro. O bombardeio foi realizado pela 12ª Força Aérea Americana. 173 vidas foram perdidas nos dois primeiros atentados, enquanto 105 vidas foram perdidas no terceiro atentado. [4]
- 27 de junho de 1944 – Dois aviões americanos lançam cinco toneladas de bombas no aeroporto. [4]
- 28 de julho de 1944 – O comando militar foi bombardeado. [4]
- 8 de setembro de 1944 - 69 aviões bombardeiros com um total de 184 toneladas de bombas atacaram dois centros ferroviários.
- 7 de novembro de 1944 - a ponte Ali-pasha foi bombardeada. [5]
- 18 de novembro de 1944 - 10º bombardeio aliado em Sarajevo.
- 21 de novembro de 1944 - 12º bombardeio aliado em Sarajevo.
- 3 de dezembro de 1944 - 13º bombardeio aliado em Sarajevo.
- 19 de dezembro de 1944 - Último bombardeio aliado conhecido em Sarajevo. [4] A parte norte de Koševo, a ponte Hrasno e Ali-pasha foram danificadas.